# Naevus araneus

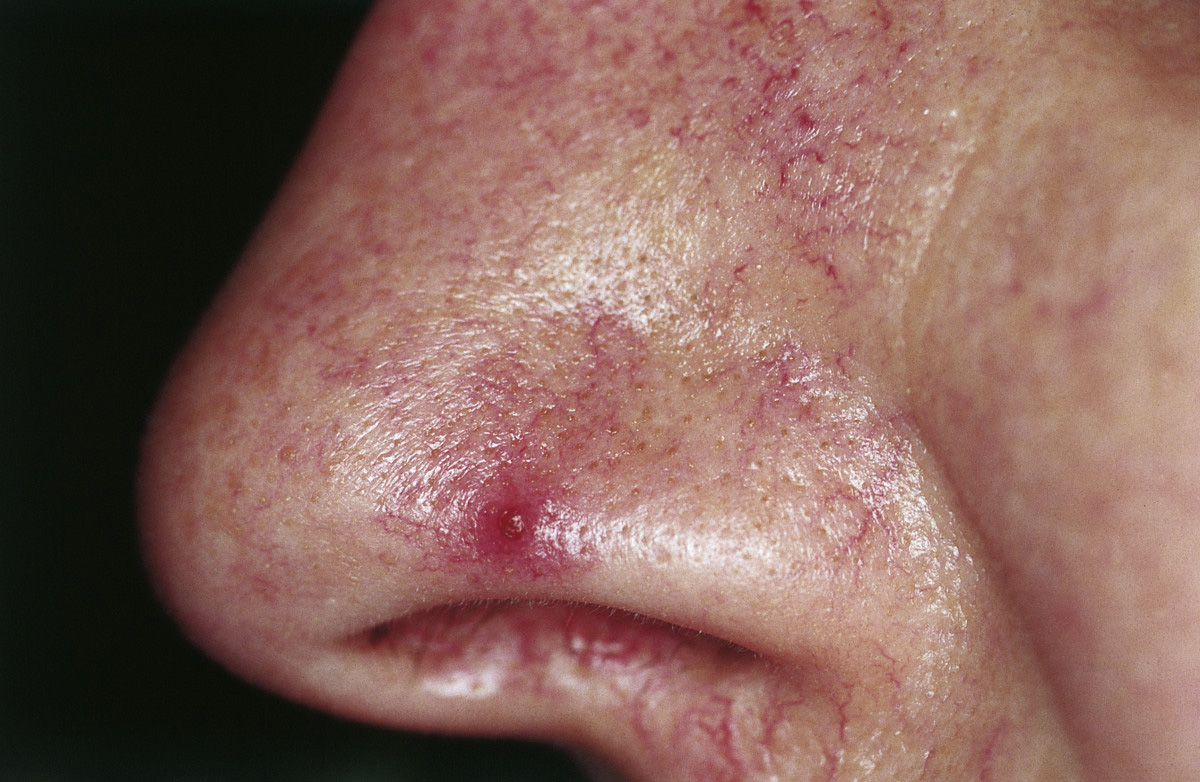
Ein Naevus araneus am linken Nasenflügel

Beim Naevus araneus oder Naevus stellatus, auch als  Spinnennävus, Sternnävus,  bzw. Gefäßspinne oder Eppinger-Sternchen (engl. spider nevus, Plural spider naevi) bezeichnet, handelt es sich um eine häufige und gutartige arterielle Gefäßneubildung der Haut. Ausgehend von einem zentralen, erhabenen und etwa stecknadelkopfgroßen Gefäßknötchen ziehen dünne Ausläufer (Gefäßreiserchen) spinnen- oder sternartig nach außen. Drückt man mit dem Glasspatel auf einen Spinnennävus, verschwinden die Ausläufer, das rote Zentralgefäß jedoch nicht.

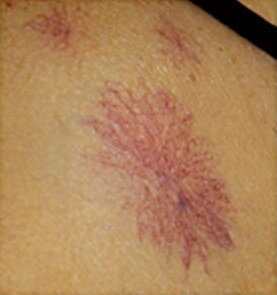
Spider-Naevi bei Leberzirrhose

Spinnennävi finden sich meist in der oberen Körperhälfte (Gesicht, Nacken, Hände, oberer Stammbereich). Sie sind die häufigste Form einer Teleangiektasie und kommen häufig idiopathisch (ohne fassbare Ursache) bei Kindern vor.

Daneben können sie oft auch eruptiv während der Schwangerschaft, einer hormonellen Empfängnisverhütung, bei Lebererkrankungen wie einer Leberzirrhose, beim CREST-Syndrom, einem chronischen UV-Schaden und bei Steroidabusus auftreten.
Spinnennävi sind für viele Patienten ein ästhetisches Problem. Eine Laserbehandlung führt in diesen Fällen meist zu kosmetisch befriedigenden Resultaten. Vorher sollte jedoch nach einer Ursache gesucht werden (siehe oben).